# Ratpenat frugívor d'Andersen
El ratpenat frugívor d'Andersen (Dermanura anderseni) és una espècie de ratpenat de la família dels fil·lostòmids. Viu a Bolívia, el Brasil, Colòmbia, l'Equador i el Perú. El seu hàbitat natural són les planes i boscos montans, plantacions i jardins, així com la selva nebulosa i autòctona. No hi ha cap amenaça significativa per a la supervivència d'aquesta espècie, tot i que està afectada per la pèrdua d'hàbitat.